# Hall-Scott Motor Car Company

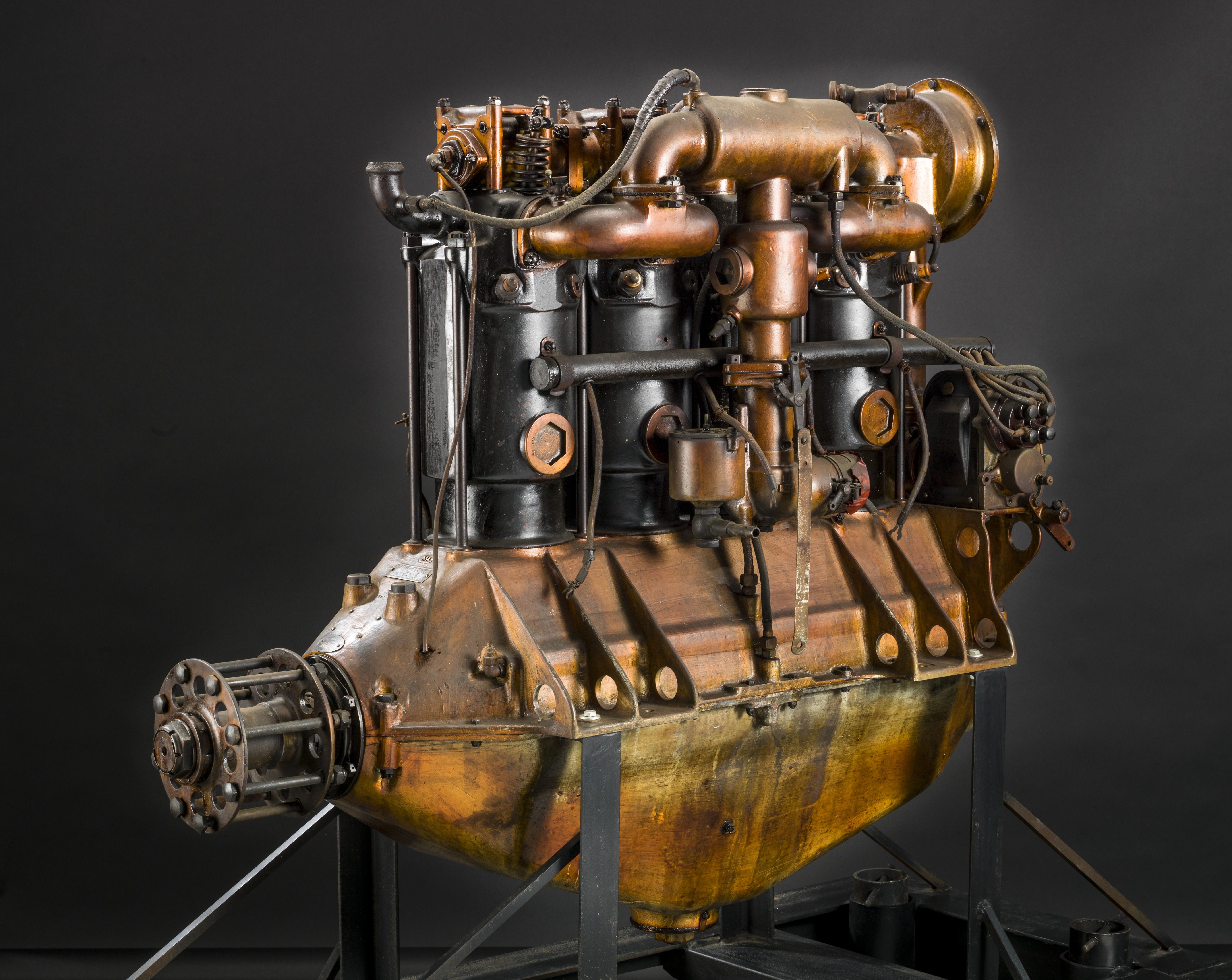
Hall-Scott A-7 vliegtuigmotor

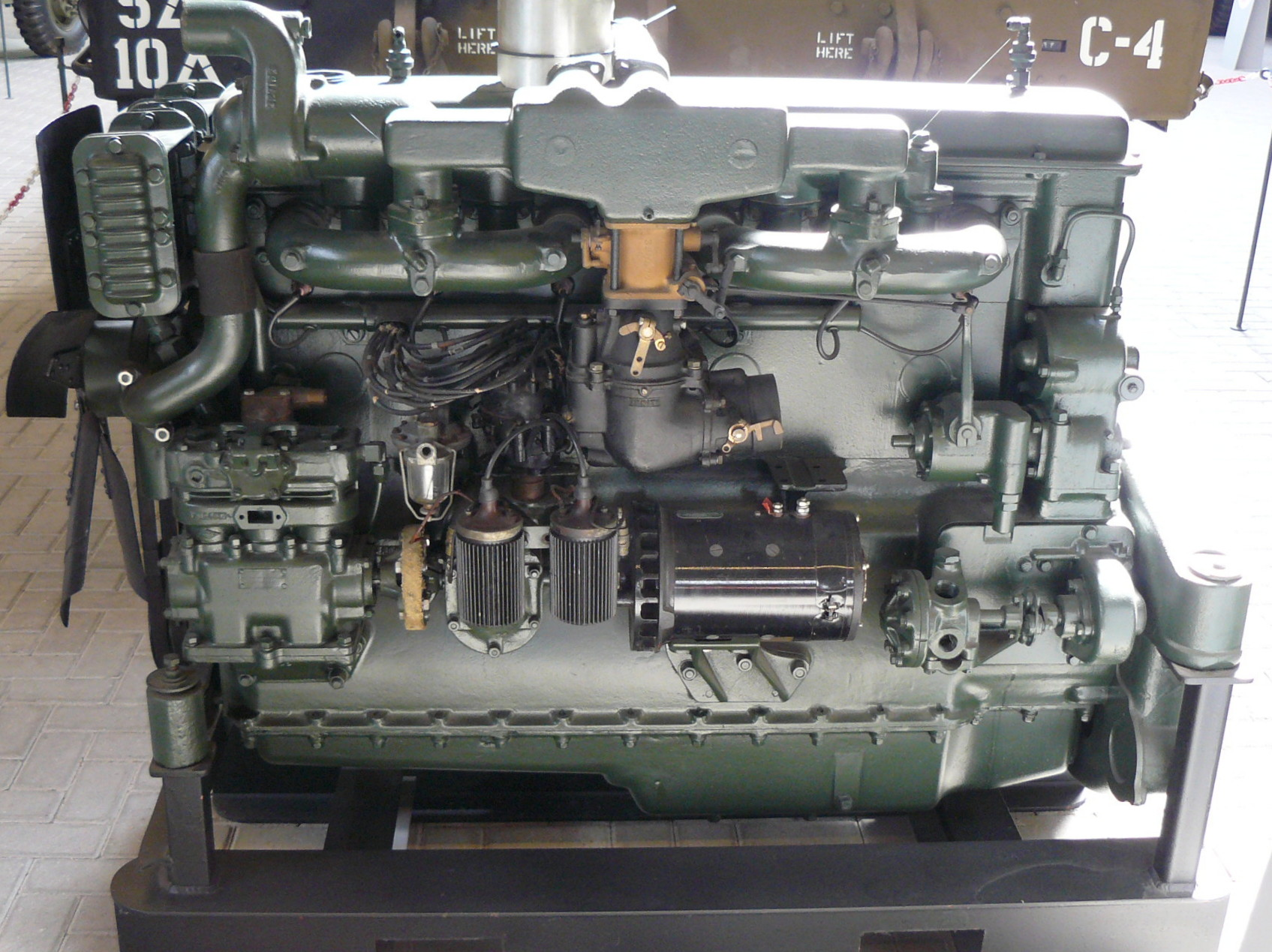
Hall-Scott 440 benzinemotor

Hall-Scott Motor Car Company was een Amerikaanse fabrikant van motoren. Het was gevestigd in Berkeley in de staat Californië. Het bedrijf was tussen 1910 en 1960 actief.

## Geschiedenis
Het bedrijf werd in 1910 opgericht door Elbert J. Hall en Bert C. Scott. Hall was een monteur en al bijna 10 jaar actief als motorbouwer en Scott, die een opleiding had gevolgd aan de Stanford-universiteit, was de zakenman. In 1910 werd de fabriek geopend in Berkeley.
De twee begonnen met het maken van benzinemotoren voor kleine locomotieven, maar een jaar later werd het assortiment uitgebreid met motoren voor vliegtuigen. Deze motoren hadden een hoog vermogen en laag gewicht mede door het gebruik van een bovenliggende nokkenas en aluminium. In 1911 werd de Type A-1 gepresenteerd, dit was een watergekoelde viercilindermotor met een vermogen van 40 pk. Dit werd gevolgd door twee V8 motoren, de Model A-2 van 60 pk en de Model A-3 met 80 pk. De verschillende motoren maakten gebruik van dezelfde onderdelen waardoor de kosten gunstig werden beïnvloed. Met het Model A-7-A brak het bedrijf echt door en diverse vliegtuigen, zoals de Standard Aero Corporation Model J Training, werden met deze motoren uitgerust. Hall hielp Jesse G. Vincent van autofabrikant Packard bij het ontwerpen van de beroemde Liberty watergekoelde V-12 vliegtuigmotor. Hall-Scott had geholpen bij het ontwerp, maar was te klein om deel te namen aan de productie van deze motoren.
Rond 1921 staakte Hall-Scott de productie van motoren voor vliegtuigen en locomotieven en verschoof de aandacht naar motoren voor tractoren, vrachtwagens, boten en voor stationaire toepassingen. Verder maakte het tot halverwege de jaren 1920 enkele honderdduizenden achterassen met twee versnellingen, de Ruckstell Axle, voor de Ford Model T.
In 1925 werd het bedrijf overgenomen door American Car and Foundry (ACF), dit bedrijf was al langere tijd klant en monteerde Hall-Scott motoren in bussen. Kort daarvoor had Hall-Scott al motoren aangepast voor het gebruik in motorboten. Er was behoefte aan een sterkere motor, tot 250 pk, en in 1931 werd de zeer succesvolle Invader scheepsmotor geïntroduceerd. Dit was de laatste motor waaraan Elbert Hall heeft meegewerkt en hij verliet het bedrijf in 1928. 
De Invader was een zescilinder benzinemotor en tijdens de Tweede wereldoorlog heeft deze motor zijn waarde bewezen. De motor werd aangepast voor het gebruik in voertuigen, de 440, en deze werd gebruikt in de M-26/M26A1 trekkers. Een andere aanpassing was een V12 versie, Defender, die vooral werd gebruikt bij patrouilleschepen, reddingsboten en landingsvaartuigen (LCVP). Scott verliet het bedrijf in 1938. Tijdens de oorlog maakte Hall-Scott meer dan 12.000 motoren. Na de oorlog nam de populariteit van de dieselmotor toe en Hall-Scott had hierop geen antwoord.
In 1954 besloot ACF Hall-Scott te verzelfstandigen, het bedrijf ging verder als Hall-Scott, Inc. De verkoop van motoren bleef in de jaren 1950 onder de 1000 per jaar en het bedrijf zocht extra inkomsten door een aantal branchevreemde activiteiten te kopen. De winst ging hierdoor niet omhoog en in 1958 werd de motordivisie verkocht aan een andere grote motorenfabrikant Hercules Motors Corporation. De fabriek in Berkeley werd gesloten en de laatste motoren met de naam Hall-Scott werden eind jaren 60 geproduceerd door Hercules in Canton (Ohio).
Hall-Scott resteerde met weinig andere activiteiten en met de verkoopopbrengst van de motorendivisie kocht het een 50% belang in Dubois Holding Company. Dit was een bedrijf actief in de productie en verkoop van wasmiddelen en zeep. In april 1960 fuseerden de twee bedrijven en gingen verder onder de bedrijfsnaam DuBois Chemicals.

## Naslagwerk
- (en)  Francis Braford en Ric Dias Hall-Scott: The Untold Story of a Great American Engine Maker, Uitgever:  SAE International  (2007) ISBN 0768016606